# William Ralph Smythe
William Ralph Smythe (* 5. Juli 1893 in Cañon City; † 6. Juli 1988 in Boulder) war ein US-amerikanischer Physiker. Er war Professor am California Institute of Technology.

## Leben
Smythe wurde als Sohn eines Bauingenieurs geboren. Er absolvierte das Colorado College und studierte dann am Dartmouth College, bevor er sich nach dem Kriegseintritt der USA in den Ersten Weltkrieg unterbrochen freiwillig zur Armee meldete und als Artillerieoffizier in Frankreich kämpfte. Er schloss schließlich seinen Ph.D. im Jahr 1946 unter der Leitung von Nobelpreisträger Albert Michelson und Henry Gale an der University of Chicago ab.

## Werk
Nach einer Lehrtätigkeit an der Universität der Philippinen wurde er 1923 Professor am California Institute of Technology, wo er bis zu seiner Emeritierung 1964 blieb.
Seine Forschung konzentrierte sich auf elektromagnetische Studien, Isotopentrennung, Isolierung von radioaktivem Kalium und anderen Elementen und das Sauerstoff-Isotopenverhältnis. Im Jahr 1926 schlug Smythe als erster Ionengeschwindigkeitsspektrometer vor, die er schließlich mit Josef Mattauch baute.
Smythe unterrichtete mindestens sechs Nobelpreisträger: Charles Townes, Donald Glaser, William Bradford Shockley, Carl David Anderson, James Rainwater, die den Preis in Physik erhielten und Edwin McMillan, der den Chemiepreis erhielt. Er verfasste ein Lehrbuch über Elektromagnetismus mit dem Titel Static and Dynamic Electricity, das im 20. Jahrhundert eine weit verbreitete Referenz auf diesem Gebiet war.